# Codonocarpus
Codonocarpus é um género botânico pertencente à família Gyrostemonaceae.
1. ↑  «Codonocarpus — World Flora Online». www.worldfloraonline.org. Consultado em 19 de agosto de 2020